# The Underground Comedy Movie
The Underground Comedy Movie ist eine US-amerikanische Filmkomödie von Vince Offer aus dem Jahr 1999.

## Handlung
- Marilyn Monroe: Eine Frau steht über einem Lüftungsschacht, unter dem ein Mann einen großen Ventilator anschaltet, sodass ihr Kleid in die Luft geweht wird. Nach einer Weile beginnt der Mann, die Szenerie mit einer Videokamera aufzuzeichnen.
- Things You’ll Never See: Supermodels, Taking a Dump / Dinge, die Sie sonst nie zu sehen bekommen: Supermodels beim Abdrücken: Zwei Models sitzen auf der Toilette.
- Bat Man: Ein gefährlicher Krimineller, genannt der „Reimer“ überfällt eine Samenbank und wird von Bat Man (einem Mann mit einem Baseballschläger) verfolgt, wobei das Hauptopfer der beiden am Ende immer wieder eine alte Frau wird.
- Boobwatch / Busenwache: Während ein Rettungsschwimmer einen Jungen aus dem Wasser zieht, interessiert sich die Kamera viel mehr für vier leichtbekleidete Strandschönheiten.
- Virgin Hunter / Der Jungfrauenjäger: Ein debiler Orangenplantagenbesitzer überrascht eine junge Blondine beim Orangendiebstahl.
- Things …: Gay Virgin / Dinge, die …: Eine große, glatzköpfige, schwule Jungfrau: Ein schwarzer Hüne, der noch nie Sex hatte, wird in einer Billard-Kneipe lange Zeit vergeblich von einem homosexuellen Weißen umgarnt. Er willigt erst ein, mit ihm zu gehen, als sich der Weiße als Halbpuertoricaner zu erkennen gibt.
- I Hate L.A.: In einem Musikvideo zum Lied I Hate L.A. reist der Sänger mit einem Transvestiten im Auto herum.
- The Godmother / Die Patin: Die Patin willigt ein, statt Fleisch in ihrem Lokal künftig Föten zu servieren. Später erhält sie Besuch von einem Bekannten, der von ihrem Angestellten Sonny bedrängt wird, Kekse und Milch haben zu wollen. Es stellt sich am Ende heraus, dass Kekse und Milch alle sind.
- The Adventures of Dickman / Die Abenteuer von Dickman: Ein Superheld mit einem Peniskopf bekämpft die lesbische Gesellschaft, indem er seine Gegnerinnen mit Sperma beschießt.
- Things …: Beautiful Girl with Old Man / Dinge, die …: Ein schönes Mädchen, das einen älteren Mann hat, der arm ist: Ein armer alter Mann will seiner schönen jungen Freundin ein Kleid kaufen, doch schlägt sie vor, das Geld lieber für seine Rente zu sparen.
- Watts Up Talk Show: Ein Schwarzer lädt ein Mitglied des Ku Klux Klan in seine Talkshow und bedroht ihn sehr schnell mit einer Waffe.
- Miss America Bag Lady Pageant / Die Wahl der Miss Amerika der Obdachlosen: Slash und eine Ko-Moderatorin moderieren die Wahl der Miss Amerika der Obdachlosen, wobei die Siegerin der drei Frauen einen goldenen Einkaufswagen erhält.
- Psychology Today: Eine schöne Frau berichtet weinend, wie sie einem Produzenten für eine Rolle nach Hause gefolgt sei und er nichts weiter wollte, als sie ins Bett zu kriegen.
- Flirty Harry: Die Billard-Kneipe wird von einem Schwarzen überfallen. Flirty Harry stellt den Mann, indem er ihn in den Hintern schießt.
- Porno Review: Zwei Männer besprechen die beiden Pornofilme Sushi Mama und Sperm Lake.
- Things …: Jury Making Right Decision / Dinge, die …: Eine Jury, die das richtige Urteil fällt: Der Schwarze, der die Billard-Kneipe überfallen hat, steht vor Gericht. Eine überwiegend durch Schwarze besetzte Jury spricht ihn schuldig. Zwei Weiße, die auf Unschuldig plädieren, geben unter dem Druck der anderen nach und sprechen ihn ebenfalls schuldig.

Da der Film mit einer Berühmtheit enden soll, folgt zum Schluss ein Cameo-Auftritt von Angelyne. 

## Produktion
The Underground Comedy Movie wurde ab 1996 in den Lindsey Studios und den Culver Studios gedreht und war 1997 fertiggestellt. Es war das Regiedebüt von Vince Offer, der im Film Sketche seiner Fernseh-Comedy-Show aus dem Jahr 1988 verwendete. Mehrere Sketche parodieren dabei bekannte Filme, darunter Das verflixte 7. Jahr (Szenen um Marilyn Monroe) und Dirty Harry (Segment „Flirty Harry“). Die Filmbauten stammen von Wayne Holmes.
Der Film lief im Mai 1999 in den USA im Kino und kam später auf DVD heraus. Nach Angaben des Regisseurs Vince Offer wurden rund 100.000 DVDs verkauft. In Deutschland erschien der Film am 23. Oktober 2006 direkt auf DVD. Mit Inappropriate Comedy veröffentlichte Offer 2013 einen neuen Film, der Szenen aus The Underground Comedy Movie wiederaufnahm oder variierte.
Ursprünglich sollte Anna Nicole Smith in The Underground Comedy Movie eine Rolle übernehmen, sprang jedoch kurzfristig ab, woraufhin sie von Regisseur Vince Offer verklagt wurde. Offer verklagte 1998 zudem erfolglos Twentieth Century Fox sowie Bobby Farrelly und Peter Farrelly, da sie angeblich 14 Szenen seines Films für ihre Komödie Verrückt nach Mary übernommen hatten. Im Abspann seines Films konstatierte Offer zudem, dass beide 1997 ein Werbeexemplar des Films erhalten hätten.  Im Juni 2004 folgte eine Klage Offers gegen Scientology; Offer, der seit 1982 Scientologe war, beschuldigte die Sekte, sich aktiv gegen ihn und den Film gestellt zu haben und eine aggressive Kampagne gegen ihn begonnen zu haben.
Im Film sind zahlreiche Lieder zu hören, darunter:
- Good Riddance: A Credit To His Gender
- Snuff: Pink Purple; Horse and Cart
- NOFX: Soul Doubt
- Guttermouth: Hit Machine
- Mad Caddles: Road Rash
- Derrita Sisters & JR: Please To Meat You
- Cool Breeze: Get What You Get
- Murray Monro: Down Banjo Road
- Steve Martin: Piano Bar
- Steve Race: Vertigo

## Kritik
Für den filmdienst war The Underground Comedy Movie eine „[h]umorarme Nummernrevue zumeist billiger Gags“. LA Weekly nannte ihn den anstößigsten Film, der je gedreht wurde („The single most offensive movie ever made“). Der Filme zeige Comedy in ihrem katastrophal[st]en Zustand, stellte die New York Times fest und konstatierte, dass der Film eine Reihe von Sketchen zu Themen wie Masturbation, Stuhlgang, Entfremdung, Urinieren, Leichenschändung, Voyeurismus, gelegentlicher Brutalität und Verhöhnung der Glücklosen sei.
Christopher Null von Filmcritic.com urteilte genau so. Er fand, wenn jemand den ultimativen Film suche, um Leute aus dem Haus zu werfen, die nicht wissen, wann die Party vorbei ist, brauche man nun nicht weiter suchen. (original: „If you're looking for the ultimate movie to clear your house of partygoers who don't know when to leave, look no further than this DVD.“)

## Auszeichnung
Auf dem B-Movie Film Festival gewann der Film einen Preis in der Kategorie „Best B-Movie Celebrity Cameo“ (für Joey Buttafuoco).